# Margaret Rutherford

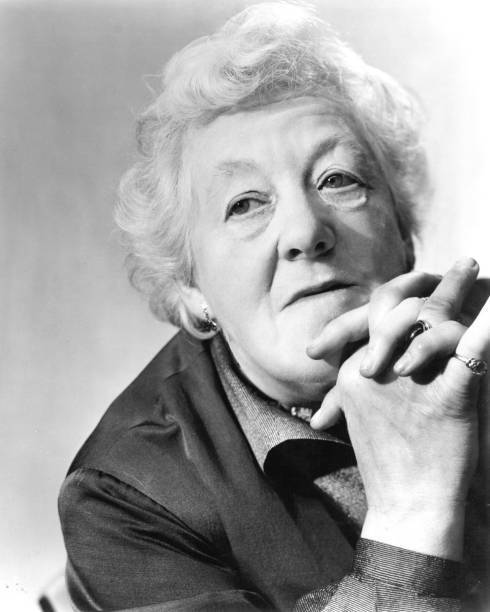
Margaret Rutherford

Dame Margaret Rutherford DBE (* 11. Mai 1892 in London; † 22. Mai 1972 in Chalfont St Peter, Buckinghamshire) war eine britische Schauspielerin.
Ihren ersten professionellen Bühnenauftritt hatte Margaret Rutherford im Alter von 33 Jahren, ihren Durchbruch als Theaterschauspielerin erlebte sie jenseits der 40. Rutherford wurde vor allem wegen ihres großen komödiantischen Talents bekannt. Neben ihrer Theaterarbeit trat sie von den 1930er Jahren an in mehr als 50 Film- und Fernsehproduktionen in Erscheinung. Besondere Bekanntheit, auch in Deutschland, erlangte sie ab den frühen 1960er Jahren durch die Darstellung der schrulligen Amateurdetektivin Miss Marple in den vier britischen Spielfilmen 16 Uhr 50 ab Paddington, Der Wachsblumenstrauß, Vier Frauen und ein Mord und Mörder ahoi! von George Pollock. Für die Nebenrolle in dem Spielfilm Hotel International (1963) wurde sie mit dem Oscar, Golden Globe, Laurel Award und dem Preis des amerikanischen National Board of Review ausgezeichnet.

## Familie
Margaret Rutherfords Jugend war von tragischen Ereignissen überschattet. Ihre Eltern, William Rutherford Benn und Florence Nicholson, heirateten am 16. Dezember 1882. William Rutherford erlebte in den ersten Ehewochen eine schwere depressive Phase und wurde Mitte Januar 1883 erstmals in das Bethnal House Lunatic Asylum, eine psychiatrische Anstalt, eingewiesen. In seinem Krankenblatt sind neben Depressionen Erregbarkeit und Wutausbrüche festgehalten. Knapp vier Wochen später hielten die behandelnden Ärzte seinen gesundheitlichen Zustand für so weit gebessert, dass er entlassen wurde. Seine Familie hielt es jedoch für ratsam, dass er nicht sofort zu seiner Ehefrau zurückkehrte, sondern sich zunächst mit seinem Vater in Matlock, einem Kurort für Hydrotherapie am Rande des Peak Districts, erholte. Zeitungen jener Zeit berichten, dass das Verhalten von William Rutherford Benn in der ersten Urlaubswoche keinerlei Hinweise gab, dass er unter psychischen Störungen litt. Gemeinsam mit seinem Vater, dem für seine Armenfürsorge bekannten Reverend Julius Benn, unternahm er lange Spaziergänge und besichtigte lokale Sehenswürdigkeiten. Am Morgen des 4. März 1883 fand die Pensionsbesitzerin Julius Benn tot auf, während sein Sohn versucht hatte, sich die Kehle aufzuschneiden. Die anschließende Untersuchung kam zu dem Schluss, dass William Benn seinen schlafenden Vater mit einem schweren Nachttopf erschlagen hatte. Während der Gerichtsverhandlung war William Benns geistige Verwirrtheit unübersehbar: Seine Aussagen vor dem Schwurgericht waren zusammenhanglos, den Vorsitzenden redete er unter anderem als „Pontius Pilatus“ an. Am 6. April 1883 wurde er in das Broadmoor Hospital eingewiesen, eine sorgfältig gesicherte psychiatrische Anstalt, in der häufig psychisch kranke Straftäter untergebracht wurden. Benn blieb bis zum 26. Juli 1890 dort und wurde dann in die Obhut seiner Frau entlassen. Wegen der Bekanntheit seiner Familie – William Benns ältester Bruder John war Parlamentsmitglied und der Mordfall immer noch im öffentlichen Bewusstsein – änderte das Ehepaar den Familiennamen in Rutherford.
Margaret Rutherford wurde am 11. Mai 1892 in London geboren, ihre Geburtsurkunde weist ihren Vater als im Indienhandel tätigen Kaufmann aus. Ihre Eltern wanderten wenige Monate nach ihrer Geburt nach Indien aus. Nach Angaben von Tony Benn, einem bekannten britischen Politiker und Enkel von William Benns ältestem Bruder, arbeitete William Benn dort als Expedient und Gelegenheitsjournalist. Ende 1894 nahm sich Margarets Mutter Florence, die mit einem zweiten Kind schwanger war, das Leben. Im Frühjahr 1895 kehrte William Rutherford mit seiner Tochter nach Großbritannien zurück und vertraute ihre Erziehung Bessie Nicholson, Florences Schwester, an. William Rutherford ging nach Indien zurück, lebte dann in Paris und wurde 1904, nach seiner Rückkehr nach Großbritannien, erneut in das Broadmoor Hospital eingewiesen. Es lässt sich nicht mehr klären, was zu dieser zweiten Einweisung führte.

## Kindheit

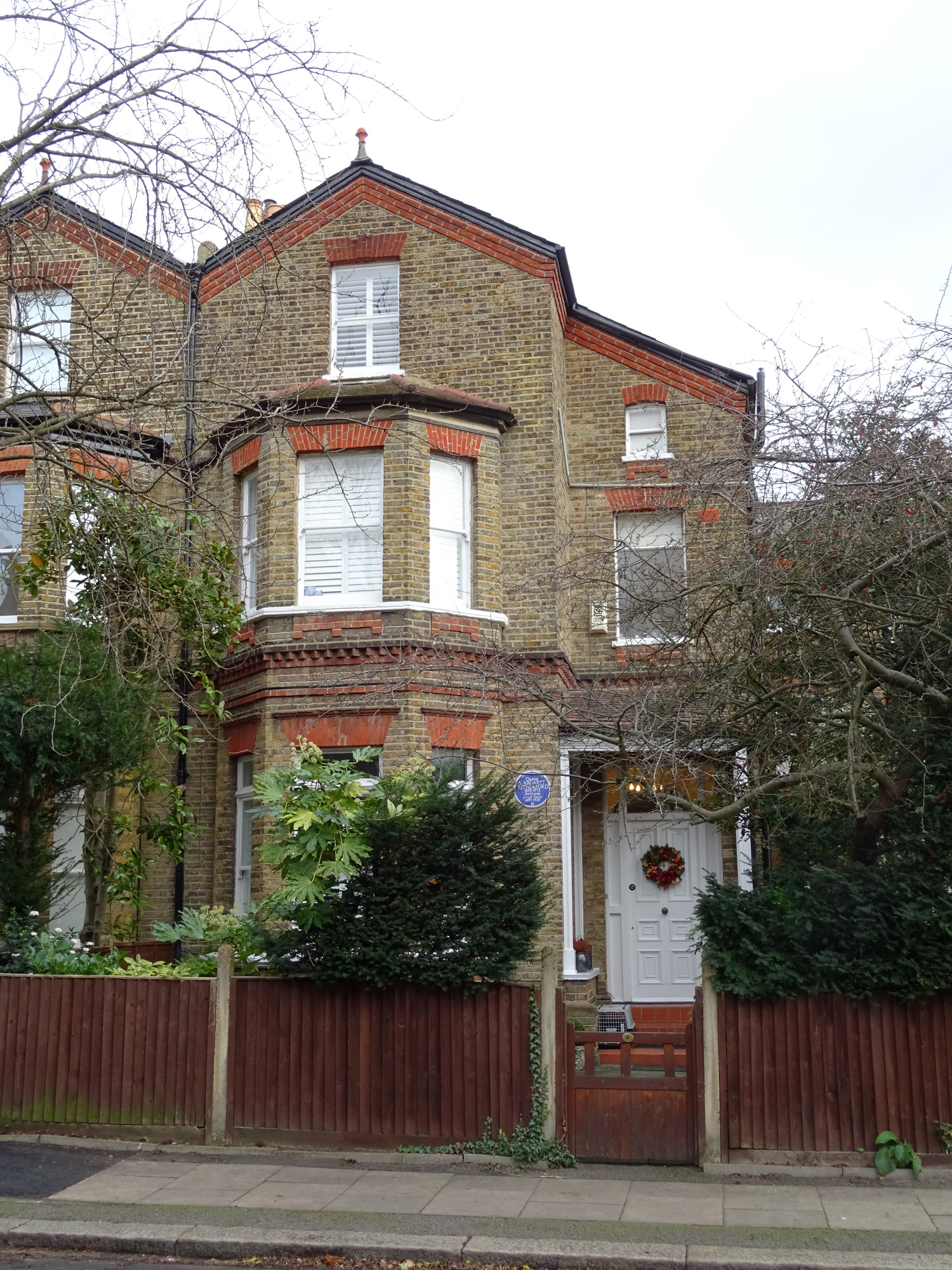
Wohnhaus von Rutherfords Tante, Bessie Nicholson

Die 44-jährige unverheiratete Bessie Nicholson, die spontan ihre Nichte aufgenommen hatte, lebte zu diesem Zeitpunkt gemeinsam mit ihrem Bruder, dessen fünfjähriger Tochter und zwei Dienstmädchen im London Stadtteil Wimbledon. Die Familien Benn und Nicholson waren sich einig, dass Margaret Rutherford zu ihrem eigenen Schutz vorläufig nichts vom Schicksal ihrer Eltern erfahren sollte. Bis zu ihrem 12. Lebensjahr glaubte sie, eine Vollwaise zu sein. Schulunterricht erhielt sie zunächst zu Hause und besuchte ab ihrem achten Lebensjahr die Wimbledon High School. Zu ihren engsten Schulfreundinnen zählte Clarissa Graves, die Schwester des späteren Dichters Robert Graves. Die Schulannalen halten auch einen der ersten künstlerischen Auftritte Rutherfords fest: Auf dem jährlichen Schulfest spielte sie auf dem Klavier ein Stück von Cornelius Gurlitt. Ihren Wunsch, Schauspielerin zu werden, führte Rutherford später auf eine Theateraufführung im privaten Kreis zurück, bei der sie in einer Doppelrolle als böse Fee und als Prinz erschien.

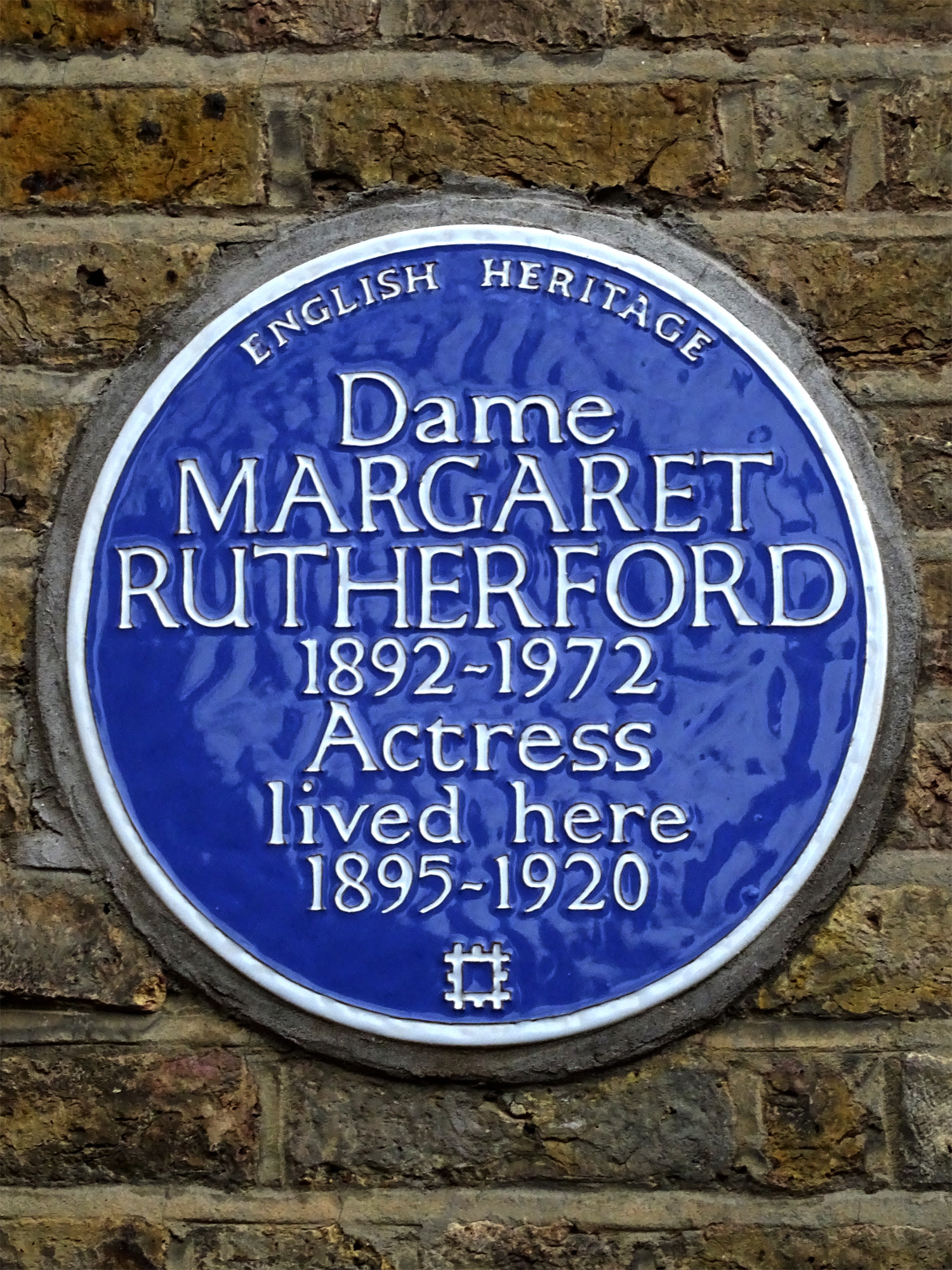
Durch die English Heritage angebrachte Blue plaque

Im Frühjahr 1902 fehlte Rutherford während eines Halbjahrs in der Schule. Dies wiederholte sich im Jahr 1904, in dem sie auch den größten Teil des zweiten Halbjahres vom Unterricht fernblieb. Während es für das erste Fehlen keine Erklärung gibt, steht das zweite nach Ansicht von Rutherfords Biograf Andy Merriman in Zusammenhang mit der Entdeckung des Schicksals ihrer Eltern. Die zu dem Zeitpunkt zwölfjährige Rutherford hatte eines Tages die Haustür geöffnet und einem Landstreicher ähnelnden Mann gegenübergestanden, der ihr Grüße von ihrem Vater überbrachte. Auf ihren Hinweis, dass dieser in Indien gestorben sei, eröffnet er ihr, dass ihr Vater lebe und im Broadmoor Hospital eingesperrt sei. Ihrer Tante Bessie Nicholson blieb daraufhin nichts anderes übrig, als ihr die dramatischen Verstrickungen ihres Vaters zu offenbaren. Margaret Rutherford reagierte mit einer depressiven Phase. Nach Aussage ihrer engen Freundin Damaris Hayman lebte sie längere Zeit in der Angst, ihr Vater könne aus Broadmoor entfliehen und auch ihr Leid antun. Für den Rest ihres Lebens beschäftigte sie außerdem die Sorge, sie könne sich mental als ähnlich instabil erweisen wie er. Für die Öffentlichkeit hielt sie noch 1971 in ihrer Autobiografie fest, ihr Vater sei ein

„[…] komplizierter Romantiker [gewesen], der seinen Nachnamen in Rutherford änderte, weil das für einen Schriftsteller der attraktivere Nachname war. Mein Vater starb unter tragischen Umständen kurz nach meiner Mutter und so wurde ich zur Waise.“

Ihre Tante schickte Rutherford schließlich auf das Mädcheninternat Raven’s Croft in Sussex, wo die 13-Jährige den Unterricht zwar hart fand, sich aber ansonsten wohl fühlte. Auf diesem Internat erhielt sie umfassenden Klavierunterricht, und es gibt Indizien dafür, dass sie dort auch Sprechunterricht erhielt.

## Rückkehr nach London
Im Jahr 1911 kehrte Rutherford nach Wimbledon zurück, um wieder bei ihrer Tante zu wohnen, die mittlerweile allein lebte und bald mehrere Schlaganfälle erlitt, sodass sie auf Rutherfords Hilfe angewiesen war. Rutherford war seit ihrer Schulzeit von dem Wunsch besessen, Schauspielerin zu werden, verdiente ihr Geld jedoch zunächst als Klavierlehrerin, wofür sie bereits im Internat ein entsprechendes Diplom der Royal Academy of Music erworben hatte. Rutherford erwarb zusätzlich ein Diplom als Sprecherzieherin und gab schließlich sowohl Klavier- als auch Sprechunterricht. In Großbritannien war korrekt artikuliertes Englisch wesentlich für den gesellschaftlichen Aufstieg, sodass es weit verbreitet war, Sprechunterricht zu nehmen.
Inwieweit zu dieser Zeit Briefkontakt zu ihrem Vater bestand, ist unklar. 1909 hatte das britische Innenministerium einen Antrag der Familie Benn abgelehnt, William Rutherford aus Broadmoor zu entlassen. In den Akten steht unter anderem der Vermerk, dass die psychische Stabilität seiner Tochter gefährdet sei, sollte sie mit ihm zusammentreffen. Die Akten enthalten einen Hinweis darauf, dass William Rutherford seiner Tochter schreiben durfte, dass die Briefe jedoch vom Personal der Anstalt gegengelesen wurden. William Rutherford drängte immer wieder darauf, seine Tochter sehen zu dürfen, aber die Familie Benn verhinderte dies im Interesse des Mädchens. Zu einer persönlichen Begegnung zwischen Vater und Tochter kam es nicht mehr. Der mittlerweile auch körperlich kranke William Rutherford wurde 1921 wegen seines angeschlagenen Zustands in das City of London Asylum in Kent verlegt. Dort erlitt er kurz darauf zwei Schlaganfälle, zog sich eine Lungenentzündung zu und starb am 4. August 1921 im Alter von 66 Jahren.
1923 starb auch Bessie Nicholson, und Margaret Rutherford investierte ihr Erbe in ihre Schauspielausbildung. Über eine Schulfreundin erhielt sie Kontakt zu Lilian Baylis, die das Old Vic Theatre in London leitete.

## Berufliche Laufbahn

### Theaterkarriere
Im September 1925 hatte Margaret Rutherford am Old Vic Theatre ihren ersten beruflichen Bühnenauftritt. Sie war zu dem Zeitpunkt 33 Jahre alt. In einem Radiointerview am 31. Mai 1948, das mit dem Titel Es ist niemals zu spät, glücklich zu werden angekündigt wurde, erinnerte sich Rutherford an diesen Moment und verband ihn mit ihrem allerersten Theaterauftritt, in dem sie als Kind eine böse Fee spielte:

„Damals war ich fast trunken vor Glück – eine kleine Flamme war in mir entzündet worden und sie blieb brennen, bis ich 25 Jahre später auf die Bühne des Old Vic treten durfte. Ich spielte die Zofe an der Seite von Edith Evans, die die Portia im Kaufmann von Venedig gab und ich trug ein wundervolles venezianisches Kleid […] es war für mich Glück jenseits aller Vorstellung und es war umso größer, weil in dieser langen Wartezeit die Flamme zwar nur geglimmt hatte, aber niemals völlig erlosch. Nur eine kleine Flamme, aber für mich ist sie das Symbol von Glück. Sie ist manchmal ganz tief vergraben und muss lange warten, bis sie wieder aufleuchten kann. Dann begegnen wir der richtigen Person, vielleicht einem Freund, vielleicht einem Ehemann oder wir finden die richtige Arbeit […] und dann entzündet sie sich wieder und wir sind glücklich. Vielleicht müssen wir lange Phasen von Dunkelheit, von Hoffnungslosigkeit durchleben, damit dies passiert. Aber wenn es dann geschieht, ist es nur um so beglückender.“

Bis Mai 1926 erschien Rutherford in kleinen Rollen in mehr als einem halben Dutzend Produktionen. Baylis teilte ihr jedoch im Sommer 1926 mit, dass im Ensemble des Old Vic kein Platz mehr für sie sei. Rutherford lebte während der zwei folgenden Jahre wieder ausschließlich von Klavier- und Sprechunterricht, gab aber die Hoffnung auf eine Schauspielerkarriere nicht auf. Im Herbst 1928 engagierte sie ein Theater für eine Zweitbesetzung, was letztlich nur zu einem einzigen Auftritt führte. Erst im Frühjahr 1929 wurde sie Mitglied des Grand Theatre in Fulhalm und trat in neun Monaten in 29 verschiedenen kleinen Rollen auf. In der folgenden Theatersaison engagierte sie das Epsom Little Theatre und 1930 die Oxford Repertoire Company. 1931 spielte sie in diesem Ensemble als Lady Bracknell in Oscar Wildes Stück The Importance of Being Earnest ihre erste größere Rolle. Zum Ensemble gehörten auch ihr späterer Ehemann, Stringer Davis, und Joan Hickson, mit der sie fortan eine lebenslange Freundschaft verband. 1932 wurde sie Mitglied des Ensembles der Greater London Players, denen auch Rex Harrison angehörte, aber auch dieses Engagement endete Anfang 1933. Mittlerweile 40 Jahre alt hatte sie immer noch große Probleme, ihr Auskommen als Schauspielerin zu finden. Erst 1934, als sie eine kleine tragische Rolle in einem Theaterstück spielte, das im Londoner Westend aufgeführt wurde, fiel ihre schauspielerische Leistung Theaterkritikern auf und wurde positiv kommentiert. Tyrone Guthrie, einer der einflussreichsten britischen Theaterregisseure, engagierte sie für eine Rolle. Erneut erhielt sie positive Besprechungen, doch lief das Theaterstück nicht erfolgreich. Rutherford wurde von Guthrie 1935 ein zweites Mal für eine Nebenrolle in einer Komödie engagiert: Rutherfords Darstellung einer ältlichen Dorfbewohnerin, die zielgerichtet und skrupellos alles tut, damit das Dorffest ein Erfolg wird, wurde erneut von Theaterkritikern positiv besprochen und ihr Kampf mit Rex Harrison um ein Telefon, den Rutherford durch einen Fußtritt für sich entschied, als der komödiantische Höhepunkt des Stücks bezeichnet. Trotz dieser Erfolge fand Rutherford nur mit Mühe weitere Engagements. Im Jahr 1937 registrierte man Rutherfords Auftritt in Tavern in the Town von Arthur Macrae auch im deutschsprachigen Raum und beschrieb sie als „Schauspielerin, die lustig ist, bevor sie ein Wort spricht und doppelt lustig, wenn sie […] einen witzigen Text zu sprechen hat“.

### Filmkarriere
Im Jahr 1936 erhielt Rutherford ihre erste Filmrolle: Sie spielte das weibliche Mitglied einer Fälscherbande in Dusty Ermine. Der Durchbruch gelang ihr 1939 auf der Bühne in der Rolle der Miss Pris in dem Oscar-Wilde-Klassiker The Importance of Being Earnest, einer Paraderolle, die sie auch in der Verfilmung von 1952 übernahm. Wegen ihrer schrulligen energischen Auftritte und ihres unverwechselbaren Äußeren wurde sie im deutschsprachigen Raum als die „englische Adele Sandrock“ bezeichnet.
Bis heute hat sie insbesondere in Deutschland eine große Fangemeinde, die sie ihrer Darstellung der Miss Marple in vier populären englischen Filmen nach Kriminalromanen von Agatha Christie verdankt. Die Autorin selbst war hingegen enttäuscht von den Verfilmungen, weil Rutherfords burschikos-forsche Darstellung weit entfernt von der in ihren Kriminalromanen gezeichneten gutmütig-bedachten Detektivin war. Bei Dreharbeiten lernten sich beide Damen jedoch persönlich kennen und wurden Freundinnen. Christie widmete Rutherford 1963 den Roman Mord im Spiegel, der 1980 mit Angela Lansbury in der Rolle der Miss Marple verfilmt wurde.
Rutherford spielte in vielen weiteren Filmen mit und war dabei meist auf die Rolle der skurrilen älteren Dame festgelegt. Für die Darstellung der bankrotten Herzogin von Brighton in Hotel International gewann sie 1964 unter anderem einen Oscar und den Golden Globe Award für die beste Nebendarstellerin.

### Späteres Leben
1961 wurde Margaret Rutherford zum Officer of the British Empire (OBE) ernannt und 1967 für ihre erfolgreiche Theaterarbeit von der britischen Königin, Elisabeth II., als Dame Commander des Order of the British Empire (DBE) in den Ritterstand erhoben. Kurz vor ihrem Tod veröffentlichte sie eine Autobiografie mit dem Titel Margaret Rutherford. Ihre Karriere beschrieb sie einmal mit den knappen Worten:

„Mein Erfolg kam spät, aber – wenn ich so sagen darf – in recht sensationeller Art.“

1945 heiratete Rutherford nach 15-jähriger Beziehung den englischen Schauspieler Stringer Davis. Zusammen spielten sie in einigen Filmen, unter anderem in den vier Miss-Marple-Filmen, in denen er die Figur des Bibliothekars Mr. Jim Stringer darstellte (der in den Buchvorlagen nicht vorkommt und dessen Rolle auf Rutherfords Wunsch eingefügt wurde) sowie die des Portiers in Hotel International. Sie nahmen Anfang der 1960er Jahre den Schriftsteller Gordon Langley Hall bei sich auf, der Ende der 1960er Jahre durch eine der weltweit ersten geschlechtsangleichenden Operationen eine Frau wurde und dann unter dem Namen Dawn Langley Simmons zahlreiche Bücher (u. a. eine Biografie über Rutherford) schrieb.
Im Alter litt Rutherford an der Alzheimer-Krankheit. Sie starb 1972, elf Tage nach ihrem 80. Geburtstag, an Komplikationen, die sich aus einem zahnärztlichen Eingriff ergeben hatten. Beigesetzt wurde sie auf dem Friedhof der St. James Church von Gerrards Cross in Buckinghamshire. Im August 1973 starb ihr Ehemann, der neben ihr beerdigt wurde. Nach Rutherfords und Davis’ Tod fälschte ihre Haushälterin ihr Testament und verkaufte unrechtmäßig erworbene Wertgegenstände aus dem Besitz des Ehepaars, darunter den Oscar Rutherfords, der seither nicht mehr aufgetaucht ist. Die Haushälterin wurde nie angeklagt.

## Rezeption
„Neben Konstance Cummings und Kay Hammond brilliert ein weiblicher Komiker, und zwar die monströse Margaret Rutherford (als Medium Arcate), die vielleicht am treffendsten als eine Art weiblicher englischer Hans Moser bezeichnet werden kann.“

„Von drastischem Humor die Groteskschauspielerin Margaret Rutherford.“

## Filmografie (Auswahl)
- 1936: Dusty Ermine
- 1936: Troubled Waters
- 1936: Talk of the Devil
- 1937: Beauty and the Barge
- 1937: Big Fella
- 1937: Catch As Catch Can
- 1937: Missing, Believed Married
- 1938: Have You Brought Your Music? (Kurzfilm)
- 1938: Spring Meeting (Fernsehfilm)
- 1941: Spring Meeting
- 1941: Eine ruhige Hochzeit (Quiet Wedding)
- 1943: Yellow Canary
- 1943: The Demi – Paradiese
- 1944: English Without Tears
- 1945: Geisterkomödie (Blithe Spirit)
- 1946: The Importance of Being Earnest (Fernsehfilm)
- 1947: Das letzte Duell (Meet Me at Dawn)
- 1947: While the Sun Shines
- 1948: Miranda
- 1949: Blockade in London (Passport to Pimlico)
- 1950: Das doppelte College (The Happiest Days of Your Life)
- 1950: Her Favourite Husband
- 1950: BBC Sunday – Night Theatre (Fernsehserie, 1 Folge)
- 1951: Der wunderbare Flimmerkasten (The Magic Box)
- 1952: Die Premiere findet doch statt (Curtain Up)
- 1952: Ernst sein ist alles (The Importance of Being Earnest)
- 1952: Miss Robin Hood
- 1952: Castle in the Air
- 1953: Ich und der Herr Direktor (Trouble in Store)
- 1953: Innocents in Paris
- 1954: Mad About Men
- 1954: Die Erbschaft der Tante Clara (Aunt Clara)
- 1954: The Runaway Bus
- 1955: Ein Alligator namens Daisy (An Alligator Named Daisy)
- 1956: A Likely Tale (Fernsehfilm)
- 1957: Die kleinste Schau der Welt (The Smallest Show on Earth)
- 1957: Ein Spatz in der Hand (Just My Luck)
- 1957: Meine bessere Hälfte (Dick and the Duchess, Fernsehserie, 1 Folge)
- 1957–1963: ITV Play of the Week (Fernsehserie, 2 Folgen)
- 1958: BBC Sunday – Night Theatre (Fernsehserie, 1 Folge)
- 1959: Junger Mann aus gutem Haus (I’m All Right Jack)
- 1959: Farewell, Farewell, Eugene
- 1960: The Day After Tomorrow (Fernsehfilm)
- 1960: ITV Television Playhouse (Fernsehserie, 1 Folge)
- 1961: 16 Uhr 50 ab Paddington (Murder She Said)
- 1961: General Pfeifendeckel (On the Double)
- 1962: Kennziffer 01 (Fernsehserie, 1 Folge)
- 1963: Auch die Kleinen wollen nach oben (The Mouse on the Moon)
- 1963: Hotel International (The V.I.P.s)
- 1963: Der Wachsblumenstrauß (Murder at the Gallop)
- 1964: Vier Frauen und ein Mord (Murder Most Foul)
- 1964: Mörder ahoi! (Murder Ahoy)
- 1965: Die Morde des Herrn ABC (The Alphabet Murders)
- 1965: Falstaff – Glocken um Mitternacht (Campanadas a medianoche)
- 1966: Jackanory (Fernsehserie, 5 Folgen)
- 1967: Die Gräfin von Hongkong (A Countess from Hong Kong)
- 1967: The Wacky World of Mother Goose (nur Stimme)
- 1967: Arabella
- 1970: Das Mädchen und der Zigeuner (The Virgin and the Gypsy)
- 1970: The Great Inimitable Mr. Dickens (Fernsehfilm)

## Theatrografie (Auswahl)

### Saison 1925–1926 am Old Vic Theatre in London
- Die lustigen Weiber von Windsor (The Merry Wives of Windsor)
- Julius Caesar
- Viel Lärm um Nichts (Much Ado About Nothing)
- Romeo und Julia (Romeo and Juliet)
- The Shoemaker’s Holiday
- Der Widerspenstigen Zähmung (The Taming of the Shrew)
- Maß für Maß (Measure for Measure)
- Antonius und Cleopatra (Antony and Cleopatra)
- Der Kaufmann von Venedig (The Merchant of Venice)

### Prince’s Theatre in Bristol
- 1935–1936: Short Story
- 1938–1939: Spring Meeting
- 1939–1940: The Importance of Being Earnest

### Weitere Bühnenauftritte
- 1936–1937: Farewell Performance am Lyric Theatre, London
- 1937–1938: Spring Meeting am Ambassadors Theatre, London
- 1938–1939: The Importance of Being Earnest am Globe Theatre, London
- 1939–1940: Rebecca am Queen’s Theatre, London
- 1941–1942: Blithe Spirit am Piccadilly Theatre, London

## Auszeichnungen
- 1955: dänische Verdienstmedaille Ingenio et arti[24]
- 1963: National Board of Review Award für Hotel International (Beste Nebendarstellerin)
- 1964: Golden Globe Award für Hotel International (Beste Nebendarstellerin)
- 1964: Oscar für Hotel International (Beste Nebendarstellerin)
- 1964: Laurel Award für Hotel International (Beste Nebendarstellerin)

## Publikationen
- An Autobiography. As told to Gwen Robyns. Reprinted. Allen, London 1972, ISBN 0-491-00379-X.

## Dokumentarfilme
- Die wahre Miss Marple – Der kuriose Fall Margaret Rutherford. 89 Min. Regie und Drehbuch: Rieke Brendel, Andrew Davies. Deutschland 2012.[25]